# Albert Sambi Lokonga
Albert-Mboyo Sambi Lokonga (ur. 22 października 1999 w Brukseli) – belgijski piłkarz kongijskiego pochodzenia występujący na pozycji pomocnika w Arsenalu oraz w reprezentacji Belgii do lat 21.

## Kariera klubowa
W 2014 Sambi Lokonga dołączył do akademii Anderlechtu i w trakcie następnych lat przechodził przez kolejne jej szczeble młodzieżowe. 10 listopada 2017 podpisał nowy, trzyletni kontrakt z klubem. 22 grudnia 2017 Sambi Lokonga zaliczył oficjalny debiut w pierwszym zespole, wychodząc w podstawowym składzie i rozgrywając cały wygrany 1:0 mecz z KAS Eupen. 8 listopada 2018 rozegrał pierwszy w karierze mecz w europejskich pucharach. Wówczas pojawił się na boisku w 76. minucie, zastępując Adriena Trebela podczas przegranego 0:2 spotkania z Fenerbahçe. Pierwszą bramkę w barwach Anderlechtu zdobył 27 września 2020, pokonując bramkarza w 71. minucie zremisowanego 1:1 meczu z KAS Eupen. W trakcie sezonu 2020/21, który zakończył z 37 występami oraz 3 golami, wielokrotnie zdarzało mu się wybiegać na boisko w roli kapitana drużyny.
19 lipca 2021 Sambi Lokonga został zawodnikiem Arsenalu, z którym związał się długoterminowym kontraktem.

## Kariera reprezentacyjna
14 kwietnia 2016 Sambi Lokonga zadebiutował w reprezentacji Belgii do lat 17, wychodząc w podstawowym składzie i rozgrywając pełne 90 minut podczas zremisowanego 1:1 spotkania z Czechami. Dwa lata później, 21 marca 2018, rozegrał pierwszy i jednocześnie ostatni mecz w kadrze do lat 19 – Belgia przegrała wówczas 2:3 z Francją podczas eliminacji do młodzieżowych mistrzostw Europy. 6 września 2019 zadebiutował w reprezentacji do lat 21 podczas przegranego 0:1 spotkania eliminacji do młodzieżowych mistrzostw Europy z Walią.
19 marca 2021 Sambi Lokonga otrzymał powołanie do reprezentacji Belgii na mecze eliminacji do Mistrzostw Świata 2022 z Walią, Czechami i Białorusią, w żadnym z tych spotkań nie pojawił się jednak na boisku. 17 maja 2021 na liście rezerwowej sformowanej przez ówczesnego selekcjonera, Roberto Martíneza, tuż przed mistrzostwami Europy 2020. 3 czerwca znalazł się na ławce rezerwowych i spędził na niej pełne 90 minut podczas towarzyskiego meczu z Grecją.

## Statystyki kariery klubowej
(aktualne na dzień 13 kwietnia 2022)
| Anderlecht         | 2017/18            | Eerste klasse A    | 7  | 0 | 0 | 0 | – | – | 0 | 0 | – | – | 7  | 0 |
| Anderlecht         | 2018/19            | Eerste klasse A    | 6  | 0 | 0 | 0 | – | – | 2 | 0 | – | – | 8  | 0 |
| Anderlecht         | 2019/20            | Eerste klasse A    | 23 | 0 | 3 | 0 | – | – | – | – | – | – | 26 | 0 |
| Anderlecht         | 2020/21            | Eerste klasse A    | 33 | 3 | 4 | 0 | – | – | – | – | – | – | 37 | 3 |
| Arsenal            | 2021/22            | Premier League     | 16 | 0 | 1 | 0 | 4 | 0 | – | – | – | – | 21 | 0 |
| Ogólnie w karierze | Ogólnie w karierze | Ogólnie w karierze | 85 | 3 | 8 | 0 | 4 | 0 | 2 | 0 | 0 | 0 | 99 | 3 |

## Statystyki kariery reprezentacyjnej
(aktualne na dzień 13 kwietnia 2022)
| Reprezentacja | Rok     |    | Występy | Gole |
| ------------- | ------- | -- | ------- | ---- |
| Belgia U-17   | 2016    | 1  | 0       |      |
| Belgia U-19   | 2018    | 1  | 0       |      |
| Belgia U-21   | 2019    | 3  | 0       |      |
| Belgia U-21   | 2020    | 4  | 2       |      |
| Belgia        | 2021    | 1  | 0       |      |
| Ogólnie       | Ogólnie | 10 | 2       |      |

## Życie prywatne
Mimo że urodził się w Belgii, Sambi Lokonga posiada kongijskie korzenie. Jego starszym bratem jest Paul-José M’Poku, reprezentant Demokratycznej Republiki Konga i były zawodnik m.in. Tottenhamu Hotspur oraz Standardu Liège.